# 南葉門第納爾
南葉門第納爾是南葉門的流通貨幣。輔幣單位是費爾。1第納爾=1000費爾。南葉門第納爾實行固定匯率制，1美元=0.3454南葉門第納爾。南北葉門統一後，貨幣也統一為葉門里亞爾。

## 流通中的貨幣

### 紙幣

南葉門曾經流通的紙幣系列。

- 500 費爾
  - 正面：海景、船
  - 背面：大樹
- 1 第納爾
  - 正面：海景、船
  - 背面：大樹
- 5 第納爾
  - 正面：海景、船
  - 背面：大樹
- 10 第納爾
  - 正面：海景、船
  - 背面：大樹